# Sielsowiet Stawek
Sielsowiet Stawek (biał. Ставоцкі сельсавет; ros. Ставокский сельсовет) – sielsowiet na Białorusi, w obwodzie brzeskim, w rejonie pińskim, z siedzibą w Stawku.
Według spisu z 2009 sielsowiet Stawek zamieszkiwało 1512 osób, w tym 1382 Białorusinów (91,40%), 50 Rosjan (3,31%), 39 Ukraińców (2,58%), 35 Polaków (2,31%), 4 Niemców (0,26%) i 2 Azerów (0,13%).

## Miejscowości
- wsie:
  - Czeńczyce
  - Krasiejów
  - Krzywczyce
  - Nowosiele
  - Podbłocie
  - Rudawin
  - Stawek